# 고정간첩
고정간첩(固定間諜, resident spy)은 일정기간 외국에 침투하여 활동하는 간첩을 말한다.
간첩활동의 세계에서 고정간첩는 오랜 기간 동안 외국에서 활동하는 요원이다. 고정간첩이 연락할 수 있는 외국 내 작전 기지는 영어로 스테이션(station)이며, 러시아어로 레지덴투라(резиденту́ра, '거주')로 알려져 있다. 미국이 스테이션 치프(station cheif)이라고 부르는 수석 간첩은 러시아어로 레지던트(резиде́нт)로 알려져 있다.

## 같이 보기
- 간첩